# Jesse Jane
Jesse Jane, född Cindy Taylor den 16 juli 1980 i Fort Worth i Texas, död 24 januari 2024 i Moore i Oklahoma, var en amerikansk porrskådespelerska och fotomodell.

## Uppväxt
Jesse Jane växte upp på olika militärbaser i Mellanvästern. Som ung dansade hon mycket och var aktiv som cheerleader under gymnasietiden när hon bodde i Rose Hill i Kansas. Hon tog studenten i Moore i Oklahoma.

## Karriär
Jane läste en artikel om Tera Patrick i tidningen Front magazine. Efter att ha läst Patricks webbplats såg hon att Patricks arbetade för pornografiproducenten Digital Playground. Hon tog kontakt med företaget och fick ett kontrakt med dem. Hennes första pornografiska scen var tillsammans med Devon i filmen No Limits. Hon var under hela sin pornografiska karriär kvar hos Digital Playground.

## Död
Den 24 januari 2024 påträffades Jane och hennes sambo Brett Hasenmueller döda i parets hem i Moore i Oklahoma. Den misstänkta dödsorsaken var en överdos. TMZ skrev att Hasenmuellers arbetsgivare hade begärt att polisen skulle göra ett besök i parets bostad eftersom Hasenmueller inte varit på arbetet under en tid. 

## Priser
- 2006: AVN Award – Best All-Girl Sex Scene - Video[5]
- 2007: AVN Award – Best All-Girl Sex Scene - Video[5]
- 2009: AVN Award – Best All-Girl Couples Sex Scene[5]
- 2009: AVN Award – Best All-Girl Group Sex Scene[5]
- 2009: Hot d'Or Award – Best American Actress[5]
- 2011: AVN Award – Best All-Girl Group Sex Scene[5]
- 2011: AVN Award – Fan Award - Wildest Sex Scene[5]
- 2012: AVN Award – Best Supporting Actress[5]
- 2012: AVN Award – Fan Award - Hottest Sex Scene[5]
- 2012: XRCO Hall of Fame Award[5]
- 2013: AVN Hall of Fame Award[6]